# Lysophosphatidylsérine
Une lysophosphatidylsérine est un phospholipide issu de l'hydrolyse d'un résidu d'acide gras d'une phosphatidylsérine.
Chez de nombreux organismes, les lysophosphatidylsérines activent les TLR2, des protéines membranaires du système immunitaire inné, mais n'agiraient pas sur les leucocytes sains. Elles accroissent également le transport du glucose par le sang en réduisant la glycémie sans agir sur le taux d'insuline.